# Le Canon et le Rossignol
Pour plus de détails, voir Fiche technique et Distribution.
Le Canon et le Rossignol (Το κανόνι και τ΄ αηδόνι, To kanoni kai t'aidoni) est un film grec réalisé par Iákovos Kambanéllis et Yórgos Kambanéllis et sorti en 1968.

## Synopsis
Trois sketches évoquant l'attitude des grecs face à un occupant : « La Montre » ; « Mariage secret » ; « Les Adversaires ».
- « La Montre » (comédie) se déroule en 1943 sur Syros. Le gouverneur italien n'arrive pas à se faire obéir de la population grecque qui se moque ouvertement de l'occupant. Le bidon d'huile destiné à graisser l'horloge de la ville a été volé par les Grecs qui refusent de le rendre.
- « Mariage secret » (drame sentimental) : Chypre 1957, un membre de l'EOKA doit quitter sa fiancée pour aller combattre. Ils ne se reverront plus. L'histoire est racontée du point de vue de la femme.
- « Les Adversaires » (satire) : Patras 1944, un officier allemand et le riche grec chez qui il loge finissent par s'apprécier et par fraterniser. Leurs adieux sont déchirants tandis qu'un chien hurle dans le lointain.

## Fiche technique
- Titre : Le Canon et le Rossignol
- Titre original : Το κανόνι και τ΄ αηδόνι (To kanoni kai t'aidoni)
- Réalisation : Iákovos Kambanéllis et Yorgos Kambanellis (el)
- Scénario : Iákovos Kambanéllis
- Direction artistique :
- Décors :
- Costumes :
- Photographie : Syrakos Danalis et Nikos Kaoukidis
- Son : Yannis Trifyllis
- Montage : Yanna Spyropoulou
- Musique : Nikos Mamangakis
- Production : Yorgos Kambanéllis
- Pays d'origine :  Grèce
- Langue : grec
- Format : Noir et blanc - Mono
- Genre : Film à sketches
- Durée : 105 minutes
- Dates de sortie : 1968

## Distribution
- Dionysis Papagiannopoulos (en)
- Yorgos Kambanellis (el)
- Yorgos Danis
- Niki Triantafyllidi
- Manos Katrakis
- Vangelis Kazan (en)

## Récompenses
Festival du cinéma grec 1968 (Thessalonique) : meilleur scénario, trois mentions spéciales pour un acteur dans un second rôle